# My Orphan Year
My Orphan Year è un singolo del gruppo punk NOFX, edito dalla Fat Wreck Chords nel novembre del 2009.
La canzone omonima (presente in versione acustica), è stata scritta da Fat Mike ed è autobiografica: narra infatti la perdita di entrambi i genitori avvenuta nel 2006.

## Tracce[2]
1. My Orphan Year (in versione acustica[2][4])
2. Fermented and Flailing

## Formazione
- Fat Mike - basso e voce
- El Hefe - chitarra e voce
- Eric Melvin - chitarra e voce
- Erik Sandin - batteria